# Clase Tide
La Clase Tide, originalmente Military Afloat Reach and Sustainability (MARS), es una clase de cuatro buques tanque de 200,9 m de eslora y 37 000 t de desplazamiento de la Royal Fleet Auxiliary (RFA). Construida de 2015 a 2019, la clase se constituye por cuatro unidades: Tidespring, Tiderace, Tidesurge y Tideforce. Su rol principal es el re-abastecimiento de combustible a los portaaviones.

## Desarrollo
En 2012 fue contratado Daewoo Shipbuilding Marine Engineering de Geoje, Corea del Sur para la construcción de los cuatro buques tanque. La construcción en el extranjero fue objeto de controversia; ningún astillero británico se apuntó en la licitación. El modelo de la clase fue diseñado por BMT Defense Services. La cabeza de serie, RFA Tidespring, fue botada en 2015 y comisionada en 2017.
El constructor naval Cammell Laird es el encargado del mantenimiento de las naves. En 2019 realizó el primer mantenimiento al RFA Tidespring.

## Características
Buque tanque de 37 000 t de desplazamiento, 200,9 m de eslora, 28,6 m de manga y 10 m de calado; propulsión CODELOD (combinado diésel o eléctrico) dos generadores diésel Wärtsilä 7,2 MW + 2 motores diésel Wärtsilä 2,5 MW (velocidad 15 nudos); 63 tripulantes; una cubierta de vuelo apta para helicóptero Chinook y hangar. Su rol principal es el re-abastecimiento de combustible a los portaaviones.

## Unidades
| Nombre     | número | puesta de quilla | botado | comisionado |
| ---------- | ------ | ---------------- | ------ | ----------- |
| Tidespring | A136   | 2014             | 2015   | 2017        |
| Tiderace   | A137   | 2015             | 2015   | 2018        |
| Tidesurge  | A138   | 2015             | 2016   | 2019        |
| Tideforce  | A139   | 2015             | 2017   | 2019        |
| HNoMS Maud | -      |                  |        |             |